# Michael K. Williams
Michael Kenneth Williams (ur. 22 listopada 1966 w Nowym Jorku, zm. 6 września 2021 tamże) – amerykański aktor. Zdobył uznanie krytyki za rolę Omara Little w serialu Prawo ulicy. W serialu produkcji HBO Boardwalk Empire, wcielił się w rolę Chalky’ego White’a.
Jego bratem jest aktor i muzyk Saul Williams.

## Filmografia

### Filmy
- 1996: Bullet jako „Trampek”
- 1999: Ciemna strona miasta jako handlarz narkotykami
- 2006: Najemnik jako Samuel Kay
- 2007: Chyba kocham swoją żonę jako Teddy
- 2007: Gdzie jesteś, Amando? jako Devin
- 2008: Incredible Hulk jako naoczny świadek w Harlemie
- 2008: Cud w wiosce Santa Anna jako Tucker
- 2009: Gliniarze z Brooklynu jako Czerwony
- 2009: Droga jako złodziej
- 2013: Zniewolony jako Robert
- 2014: RoboCop jako Jack Lewis
- 2014: Noc oczyszczenia: Anarchia jako Carmelo Johns
- 2014: Wada ukryta jako Tariq Khalil
- 2014: Gracz jako Neville Baraka
- 2015: Uwięziona jako detektyw John Chestnut
- 2016: Ghostbusters: Pogromcy duchów jako Hawkins
- 2016: Assassin’s Creed jako Moussa / Baptiste
- 2019: Osierocony Brooklyn jako trębacz

### Seriale TV
- 1997: Prawo i porządek jako Delmore Walton
- 2001: Prawo i porządek jako Marcus Cole
- 2001: W ostatniej chwili jako Darin
- 2001: Rodzina Soprano jako Ray Ray
- 2002–2008: Prawo ulicy jako Omar Little
- 2002: Brygada ratunkowa jako policjant
- 2003: Prawo i porządek: sekcja specjalna jako Double-D Gamble
- 2005: Agentka o stu twarzach jako Roberts
- 2005: Orły z Bostonu jako Randall Kirk
- 2005: CSI: Kryminalne zagadki Las Vegas jako Ronnie
- 2006: Prawo i porządek: sekcja specjalna jako Victor Bodine
- 2006–2007: Sześć stopni oddalenia jako Michael
- 2007: Punkt krytyczny jako Quincy
- 2008: CSI: Kryminalne zagadki Nowego Jorku jako Reggie Dunham
- 2009: Filantrop jako Dax Vahagn
- 2009: Prawo i porządek jako Charles Cole
- 2010: CSI: Kryminalne zagadki Las Vegas jako Laurent
- 2010–2014: Zakazane imperium jako Chalky White